# Minster (iglesia)

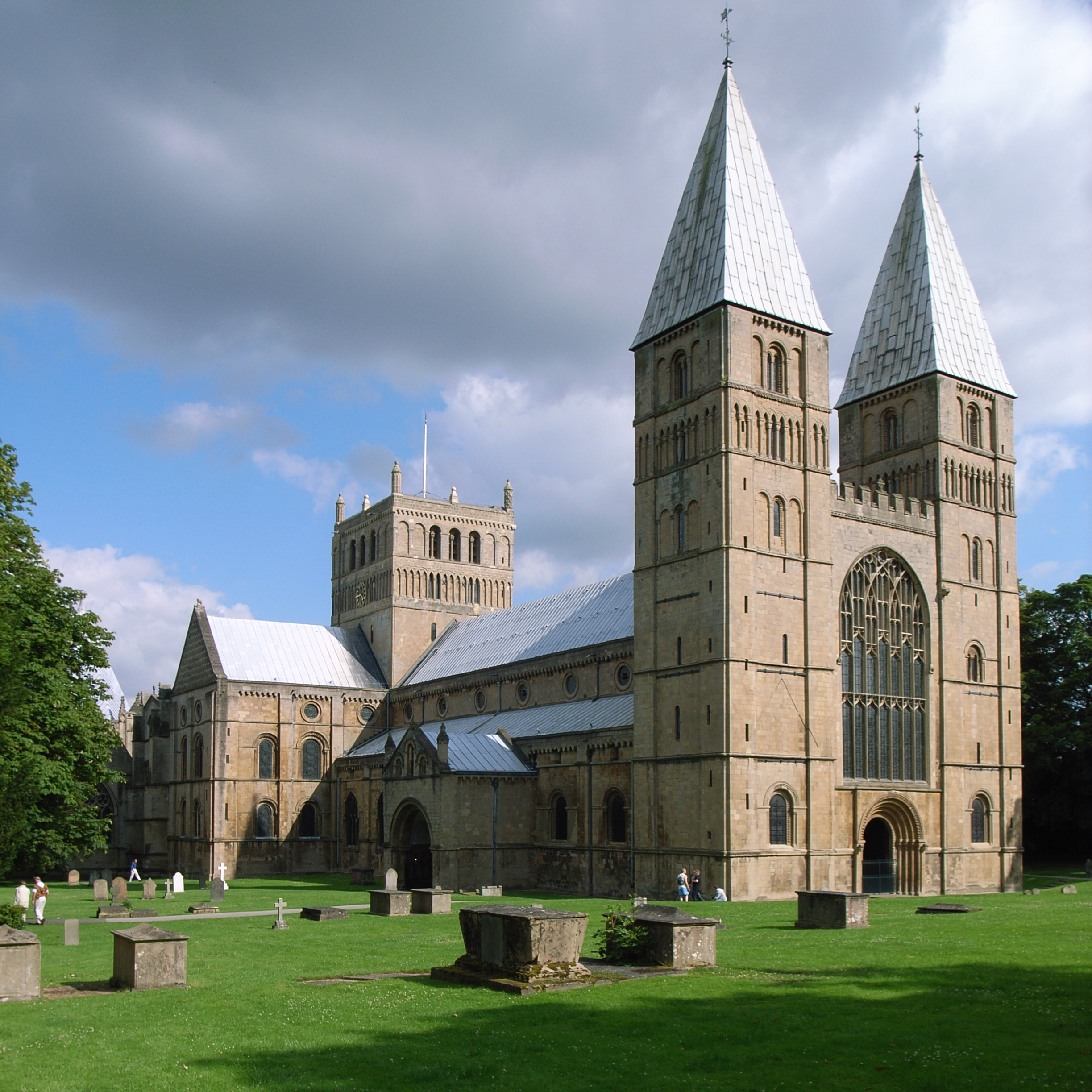
Southwell Minster

Minster es un título honorífico concedido a determinadas iglesias en Inglaterra, siendo las más famosas la York Minster, en York, Westminster, en Londres, y Southwell Minster, en Southwell. El término minster se encuentra por primera vez en las cartas (charter) de fundación real del siglo VII. Aunque corresponde con el término latino monasterium o monasterio, entonces designaba cualquier asentamiento de clérigos que vivían una vida comunitaria y dotada por la carta con la obligación de mantener oficios todos los días. Generalizadas en el siglo X en la Inglaterra anglosajona, las minsters disminuyeron en importancia con la introducción sistemática de parroquias e iglesias parroquiales desde el siglo XI en adelante. Continuó como título de dignidad en la Inglaterra medieval tardía, para los casos en que una iglesia catedral, monasterio, iglesia colegial o parroquial hubiese tenido como origen una fundación anglosajona. Finalmente, minster llegó a referirse de manera más general a «cualquier iglesia grande o importante, especialmente una colegiata o iglesia catedral». En el siglo XXI, la Iglesia de Inglaterra ha designado algunos minsters más al otorgar ese estatus a iglesias parroquiales existentes.

## Etimología
La palabra minster (en inglés antiguo mynster) era una representación del latín monasterium (monasterio), que viene de la palabra griega μοναστήριον - monasterion. Una temprana aparición está en la Historia ecclesiastica gentis Anglorum de Beda el Venerable (731) . En ocasiones, minster se utiliza para traducir el alemán Münster (por ejemplo, Basel, Bonn, Constanza, Essen, Friburgo, Ulm), que es una traducción paralela de monasterium. Refleja una historia del monacato que es diferente de la inglesa. (Ver Münster.)

## Historia

### Periodos anglosajón temprano y medio
Las primeras minsters en las partes de habla inglesa de Gran Bretaña fueron fundadas en el siglo después de la misión de los sajones dirigida por Agustín de Canterbury, en 597. Los primeros casos de los que se conservan pruebas documentales son el programa de 654/655 de Oswy, en el que se dotó a 12 pequeñas minsters y un regalo de Alhfrith a Wilfrid en torno a 660 para acompañar a la fundación del minster en Ripon. La expansión de los monasterios comenzó alrededor de 670, con muchos regalos reales sustanciales de tierras reales. En 734 Beda escribió una carta a Ecgbert (arzobispo de York), advirtiéndole sobre las familias nobles que estaban abusando de la situación jurídica privilegiada otorgada al clero, al hacer excesivas dotaciones de tierras a las minsters bajo su control. Esto redujo en exceso las tierras que tenían la obligación de servicio militar en las tierras de Northumbria.
La palabra deriva del término mynster, en inglés antiguo, que significa «monasterio», «convento», «iglesia matriz» o «catedral», a su vez derivada del vocablo latino monasterium, es decir, un grupo de clérigos que viven una vida comunal. Por lo tanto, minster podría aplicarse a cualquier iglesia cuyo clero seguía una regla formal: como por ejemplo, un monasterio o un capítulo; o a una iglesia servida por un grupo menos formal de clérigos que vivían en comunidad. En los primeros días de la Iglesia inglesa, desde el siglo VI al VIII, las minsters, en sus distintas formas, constituyeron la única forma de institución cristiana con un sitio permanente. Al comienzo de ese período eran la única forma de asentamiento colectivo permanente en una cultura que todavía no había desarrollado pueblos o ciudades: los reyes, nobles y obispos estaban siempre en movimiento, con sus respectivas comitivas, de propiedad en propiedad.
Las minsters eran comúnmente fundadas por el rey o por un thegn real, recibiendo una carta real y una dotación corporativa de Bookland —título de propiedad— y otros derechos agrícolas habituales y títulos de propiedad en un territorio amplio; así como la exención de ciertas formas de servicio habituales (sobre todo militar). El superior del minster era generalmente de la misma familia del fundador. El propósito principal de la minster era apoyar al rey y al thegn en el culto regular del oficio divino; especialmente a través de la intercesión en tiempos de guerra. Algunas minsters también se dice que fueron fundadas, o ampliamente dotadas, en expiación por los crímenes reales; como por ejemplo Minster-in-Thanet cerca de Ramsgate. Las minsters podían adquirir responsabilidades pastorales y misioneras, pero inicialmente esto parece haber sido de importancia secundaria. En el siglo IX, casi todas las minsters ingleses sufrieron severamente por las depredaciones de los invasores vikingas; e incluso cuando un cuerpo del clero continuó, cualquier forma de vida monástica regular normalmente cesó. El importante papel de las minsters en la organización de la iglesia cristiana primitiva, en la Inglaterra anglosajona, ha sido llamada la «hipótesis Minster». (Minster hypothesis).

### Periodos anglosajón tardío y normando
Tras la recuperación inglesa, en el siglo X, las minsters sobrevivientes fueron a menudo refundadas de acuerdo con los nuevos tipos de entidades religiosas colectivas que entonces se estaban generalizando en Europa occidental, como monasterios siguiendo la reformada regla benedictina, o como iglesia colegiata o capítulos catedralicios siguiendo la regla de Crodegango de Metz. En consecuencia, hacia el siglo XI ya se hizo evidente una cierta jerarquía de minsters; iglesias catedrales o minsters de cabecera (head minsters) que tenían preeminencia dentro de una diócesis; las sobrevivientes minsters viejas (old minsters ), preeminentes en un área aproximadamente equivalente a un Hundred, la división administrativa medieval de los condados; mientras que las nuevas minsters menores (lesser minsters) e iglesias de campo (field churches) fueron proliferando cada vez más en propiedades locales. De particular importancia para estos desarrollos, fue la aplicación real en este período del diezmo (tithe) como un impuesto religioso obligatorio en la producción de cultivos. Esto aumentó enormemente los recursos disponibles para apoyar al clero; pero al mismo tiempo motivó a los terratenientes locales para fundar sus propias iglesias locales, a fin de mantener los ingresos del diezmo dentro de sus propias propiedades.
En los siglos XI y XII, las iglesias monacales locales, normalmente servidas por presbíteros individuales, se desarrollaron formando la red de parroquias familiar en el día de hoy. Las viejas minsters (old minsters ) fueron designadas mayoritariamente como iglesias parroquiales. Su antigua preeminencia fue reconocida por la retención ocasional del título honorífico; y a veces por el reconocimiento continuado de antiguas iglesias raíces dentro de sus territorios ancestrales por ser, en cierto modo, de estatus y dignidad subsidiarios.

### Declaraciones delsigloXXyXXI
La Iglesia de Inglaterra ha designado algunas minsters más en los siglos XX y XXI, mediante la adición de un título honorífico a las iglesias parroquiales existentes. Lo han sido Dewsbury (1994), Sunderland Minster (1998), Preston (2003), Rotherham (2004), Stoke (2005) y Newport (2008). La Iglesia de San Andrés de Plymouth se convirtió en minster a finales de 2009; la iglesia parroquial de San Juan Bautista, en Halifax, West Yorkshire fue elevada en noviembre de 2009; la iglesia de San James, en Grimsby, lo fue el 16 de mayo de 2010; la iglesia parroquial de Croydon, dedicada como Croydon Minster el 29 de mayo de 2011 por el obispo de Southwark. La elevación de dos iglesias más en la diócesis de Norwich fue anunciada en octubre de 2011: la iglesia de St Margaret de Kings Lynn y San Nicolás, de St Nicholas, Great Yarmouth. La iglesia parroquial de Leeds se convirtió en Leeds Minster el 2 de septiembre de 2012. La Iglesia de Santa María de Cheltenham , se convirtió en Cheltenham Minster el 3 de febrero de 2013.

## Minsters actuales
| Estatus                                      | Estatus                                      | Ejemplos |
| -------------------------------------------- | -------------------------------------------- | --- |
| Catedral                                     | Estatus inmemorial                           | - Catedral de Lincoln - York Minster |
| Catedral                                     | Elevación en el siglo XIX                    | - Catedral de Ripon - Southwell Minster |
| Iglesia parroquial                           | Antigua catedral                             | - Stow Minster |
| Iglesia parroquial                           | Antigua iglesia colegiata                    | - Beverley Minster - Hemingbrough Minster - Howden Minster - Wimborne Minster |
| Iglesia parroquial                           | Iglesia parroquial                           | - St Andrew's Minster Ashingdon, Essex - Reading Minster - Stonegrave Minster - St Gregory's Minster por Kirkdale cerca de Kirkbymoorside en North Yorkshire - Warminster, Wiltshire |
| Iglesia parroquial                           | Iglesia parroquial (reciente elevación)      | - Cheltenham Minster (2013) - Croydon Minster (2011) - Dewsbury Minster (1994) - Doncaster Minster (2004) - Great Yarmouth Minster (2011) - Grimsby Minster (2010) - Halifax Minster (2009) - King's Lynn Minster (2011) - Leeds Minster (2012) - Preston Minster (2003) - Rotherham Minster (2004) - Stoke Minster (2005) - Sunderland Minster (1998) - Sts Thomas Minster, Newport (2008) - Plymouth Minster (2009) - Tunstall Minster (2014) - Marsden Minster (2007) |
| Estatus de minster conservado en el topónimo | Estatus de minster conservado en el topónimo | Axminster, Forrabury and Minster, Ilminster, Leominster, Minster-in-Thanet, Upminster, Westminster, Wimborne Minster |
| Ruinas                                       | Ruinas                                       | South Elmham Minster |

También hay minster en: Iken (Suffolk, Minster St. Botolf), Iwerne Minster (Dorset, Minster St. Mary), Leominster (Kent), Minster (Kent) (Minster St. Peter), Minster-in-Sheppey (Kent), Newminster (Winchester), Tewkesbury (Minster St. Mary the Virgin).